# Tai Zong (imperatore Tang)
Tai Zong (唐太宗T, Táng TàizōngP, lett. "grande antenato"; Contea di Wugong, 28 gennaio 598 – Chang'an, 10 luglio 649) fu uno dei sovrani cinesi più significativi. Regnò dal 626 al 649 e fu secondo imperatore della dinastia Tang.
Era figlio di Lǐ Yuān (李渊) e il suo nome alla nascita era Lǐ Shìmín (李世民T). Fu responsabile di molti successi del padre ed era già al comando delle sue truppe al momento della conquista di Chang'an (617) e del conseguente crollo della dinastia Sui.
Presto ci furono lotte aspre tra questi e il vero principe della corona Li Jiancheng, durante le quali il padre non lo protesse adeguatamente. Poiché la sua vita era in pericolo, uccise il principe della corona stesso in una sommossa alla porta di Xuanwumen, mentre il suo aiutante uccise un suo fratello più giovane (luglio 626). Le famiglie di entrambi i principi vennero messe a tacere, il popolo fu calmato da un'amnistia generale e da un temporaneo sgravio fiscale e il padre venne costretto ad abdicare.
Nello stesso anno i Turchi orientali sotto la guida del Khan Xieli (gov. 620–630) si presentarono per portare i loro tributi. Tai Zong, che nel frattempo era diventato imperatore, rifiutò la proposta di ritirarsi con alcune delle sue truppe nella capitale e si rivoltò in maniera offensiva contro il Khan al Fiume Wei (Ponte Bian). Il suo bluff riuscì, Xieli si ritirò e nel 629/630 venne infine catturato e deposto dalle truppe cinesi.
Tai Zong era non senza buoni motivi considerato lungimirante e giusto. Come imperatore limitò l'ambizione dei suoi comandanti nobili con l'aiuto di continue manovre e mansioni. Nominava preferibilmente militari di bassa estrazione e affidava loro il comando di azioni militari anche di limitata azione temporale, p.e. ai confini settentrionali. Il padre, l'imperatore Gao Zu aveva snellito la burocrazia per accontentare quanti più ex capi ribelli del cambio di dinastia possibile con posti nell'amministrazione. Poiché la forza della dinastia Tang era stata nel frattempo assicurata, Tai Zong riuscì a riorganizzare e irrigidire la burocrazia. Allo scopo irrigidì anche le regole di ammissione degli esami imperiali per diventare funzionari statali, affinché solo il 10% dei candidati potessero passare il test.
Sebbene non fosse particolarmente amico del Buddhismo, Tai Zong ricevette a corte il monaco Xuan Zang al suo ritorno dall'India, e gli accordò l'appoggio imperiale.
Nei suoi ultimi anni di regno giunse all'alienazione dei suoi consiglieri, che disapprovavano le sue guerre continue.
Quando era ancora Li Shimin delle giunche cinesi raggiunsero l'Africa.

## Ascendenza
|                       |         |                     | Genitori           |  |  | Nonni |  |  | Bisnonni |  |  | Trisnonni |  |
|                       |         |                     |                    |  |  |       |  |  | Li Hu    |  |  | Li Tianxi |  |
|                       |         |                     |                    |  |  |       |  |  | Li Hu    |  |  | Li Tianxi |  |
|                       |         | Dama Jia            |                    |  |  |       |  |  | Li Hu    |  |  |           |  |
| Li Bing               |         |                     |                    |  |  |       |  |  | Li Hu    |  |  |           |  |
|                       |         | Imperatrice Jinglie | …                  |  |  |       |  |  |          |  |  |           |  |
|                       |         | Imperatrice Jinglie | …                  |  |  |       |  |  |          |  |  |           |  |
|                       |         | Imperatrice Jinglie | …                  |  |  |       |  |  |          |  |  |           |  |
| Gao Zu                |         | Imperatrice Jinglie |                    |  |  |       |  |  |          |  |  |           |  |
|                       |         | Dugu Xin            | Dugu Kuzhe         |  |  |       |  |  |          |  |  |           |  |
|                       |         | Dugu Xin            | Dugu Kuzhe         |  |  |       |  |  |          |  |  |           |  |
|                       |         | Dugu Xin            | Dama Feilian       |  |  |       |  |  |          |  |  |           |  |
| Imperatrice Yuanzhen  |         | Dugu Xin            |                    |  |  |       |  |  |          |  |  |           |  |
|                       |         | …                   | …                  |  |  |       |  |  |          |  |  |           |  |
|                       |         | …                   | …                  |  |  |       |  |  |          |  |  |           |  |
|                       |         | …                   | …                  |  |  |       |  |  |          |  |  |           |  |
| Tai Zong              |         | …                   |                    |  |  |       |  |  |          |  |  |           |  |
|                       | Dou Yue | Dou Lüe             |                    |  |  |       |  |  |          |  |  |           |  |
|                       | Dou Yue | Dou Lüe             |                    |  |  |       |  |  |          |  |  |           |  |
|                       | Dou Yue | …                   |                    |  |  |       |  |  |          |  |  |           |  |
| Dou Yi                | Dou Yue |                     |                    |  |  |       |  |  |          |  |  |           |  |
|                       |         | …                   | …                  |  |  |       |  |  |          |  |  |           |  |
|                       |         | …                   | …                  |  |  |       |  |  |          |  |  |           |  |
|                       |         | …                   | …                  |  |  |       |  |  |          |  |  |           |  |
| Imperatrice Taimu     |         | …                   |                    |  |  |       |  |  |          |  |  |           |  |
|                       |         | Yuwen Tai           | Yuwen Gong         |  |  |       |  |  |          |  |  |           |  |
|                       |         | Yuwen Tai           | Yuwen Gong         |  |  |       |  |  |          |  |  |           |  |
|                       |         | Yuwen Tai           | Imperatrice Mingde |  |  |       |  |  |          |  |  |           |  |
| Principessa Xiangyang |         | Yuwen Tai           |                    |  |  |       |  |  |          |  |  |           |  |
|                       |         | …                   | …                  |  |  |       |  |  |          |  |  |           |  |
|                       |         | …                   | …                  |  |  |       |  |  |          |  |  |           |  |
|                       |         | …                   | …                  |  |  |       |  |  |          |  |  |           |  |
|                       |         | …                   |                    |  |  |       |  |  |          |  |  |           |  |